# Antoine Gadaud
Pour les articles homonymes, voir Gadaud.
Antoine Gadaud, né à Saint-Mayme-de-Péreyrol, en Dordogne, le 26 avril 1841 et mort à Périgueux le 29 octobre 1897, docteur en médecine et homme politique français.

## Biographie
Fils du notaire Guillaume Gadaud mort prématurément, Antoine Gadaud, élevé avec son frère par sa mère, fréquente le collège de Jésuites de Sarlat et le lycée de Périgueux. Il fait des études de médecine à Paris et obtient son doctorat en 1869. Il est chirurgien des ambulances pendant la guerre de 1870. Il est très favorable à la Commune de Paris en 1871, devient chirurgien- major de la 4e légion de la garde nationale (JO de la Commune, 19 avril) et de la commission médicale de la Commune (JO, 10 mai). En 1872, il entre dans la franc-maçonnerie de la loge de Périgueux « Les Amis persévérants et l'Étoile de Vésone réunis », il sera Vénérable en 1880. Il s'engage politiquement ; en 1882, il est élu maire de Périgueux, fait chevalier de la Légion d'honneur en 1881, officier en 1884, et participe à la fondation du Cercle républicain radical en 1882. En 1885, il est élu député de Dordogne jusqu'en 1889.
En 1894, au Convent du Grand Orient de France, il déclare ce qui caractérise la IIIe République :
« La Maçonnerie est la République à couvert, comme la République est la Maçonnerie à découvert ? ».
Il est nommé  sénateur de la Dordogne, du 19 avril 1891 au 29 octobre 1897, et ministre de l'Agriculture du 26 janvier 1895 au 31 octobre 1895 dans le Gouvernement Alexandre Ribot. Il est réélu député en 1894. Il meurt prématurément de diabète, le 29 octobre 1897, à Périgueux, où il est inhumé religieusement.
Son fils Félix Gadaud sera, tout comme lui, maire de Périgueux, député puis sénateur de la Dordogne.

## Sources
- « Antoine Gadaud », dans Adolphe Robert et Gaston Cougny, Dictionnaire des parlementaires français, Edgar Bourloton, 1889-1891 [détail de l’édition]
- « Antoine Gadaud », dans le Dictionnaire des parlementaires français (1889-1940), sous la direction de Jean Jolly, PUF, 1960 [détail de l’édition]
- Sylvie Guillaume et Bernard Lachaise (Université Bordeaux-Montaigne. Centre aquitain de recherches en histoire contemporaine), Dictionnaire des parlementaires d'Aquitaine sous la Troisième République, Talence, Presses Universitaires de Bordeaux, 1998, br, couv. ill.; 624, 24 cm (ISBN 2-86781-231-3 et 9782867812316, OCLC 468077217, BNF 37035405, SUDOC 045199868, présentation en ligne, lire en ligne), p. 77